# Arco de Santa María
El arco de Santa María es uno de los monumentos más emblemáticos de la ciudad de Burgos, en la comunidad autónoma de Castilla y León, España. Se trata de una de las antiguas doce puertas de acceso que tenía la muralla de Burgos en la Edad Media. Comunica el puente de Santa María, sobre el río Arlanzón, con la plaza del Rey San Fernando, donde se ubica la catedral.
Con origen en el siglo XI, su aspecto actual se debe a la profunda reforma que tuvo lugar en la primera mitad del siglo XVI, cuando la ciudad dedicó el arco al emperador Carlos V para congraciarse con él tras la guerra de las Comunidades.

## Historia

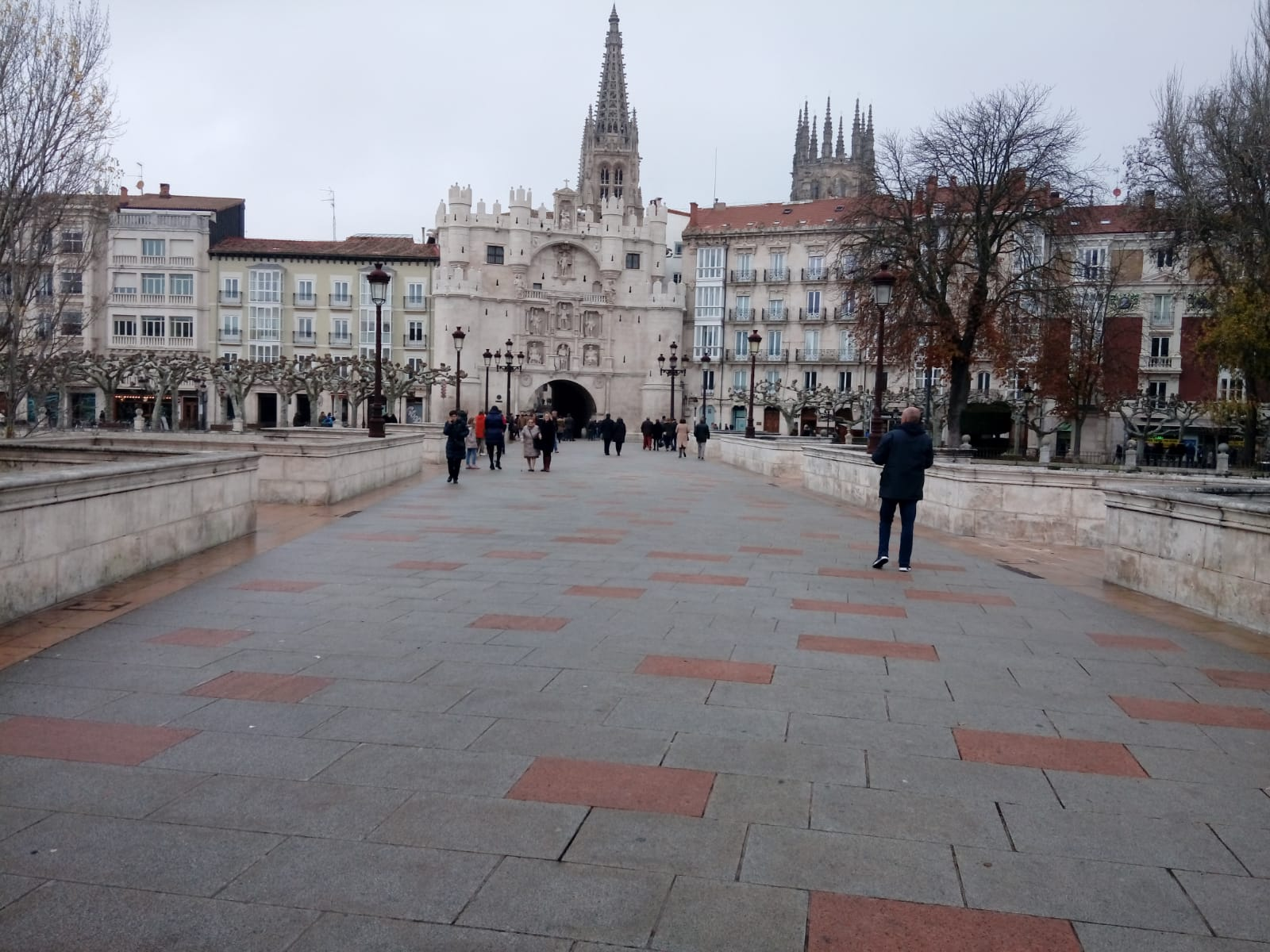
Vista desde el puente de Santa María, con el arco y la catedral al fondo.

Inicialmente conocida como «Puerta de la Puente de Yuso». Se trata de uno de los antiguos accesos de la muralla de Burgos, que ya existía con la denominación actual en el reinado de Alfonso XI de Castilla (1312-1350), y vino a sustituir otra anterior del siglo XI, más simple, citada en el Cantar de mio Cid como punto de entrada y salida de la ciudad empleado por el Cid cuando le reclamaban sus correrías guerreras. En el siglo XIV se realizaban obras en el interior de la puerta, y la torre ya estaba vinculada al regimiento de la ciudad, pues en ella se administraba justicia.
La actual traza del arco se plantea en la sesión del regimiento de 7 de marzo de 1531, para conmemorar el recibimiento que la ciudad había hecho en 1520 al emperador Carlos V. Las trazas se encargaron al escultor Felipe Bigarny, y desde el inicio de las obras se presentaron diversos problemas. En 1536 Bigarny presentó un nuevo proyecto, que fue rechazado por el regimiento, y fue modificado por el propio Bigarny y por Cristóbal de Andino, quien sustituía a Diego de Siloé como maestro de obras en sus ausencias, y que había trabajado como tal en la construcción del puente de Santa María tras la riada de 1527. Otros autores sostienen que el proyecto que remodelaron Andino y Bigarny era obra de un arquitecto anónimo, y no del segundo. El derribo de la antigua portada lo llevó a cabo Francisco de Colonia, quien levantó la nueva puerta en 1536 sin seguir la traza diseñada, hecho que fue denunciado por un regidor, apoyado por Juan de Vallejo, posiblemente debido a la rivalidad entre ambos arquitectos. El regimiento resolvió el problema con una doble dirección entre Colonia y Vallejo, quien subsanó los errores que tenía el diseño aportando nuevas trazas. En 1553 se concluyeron las obras oficialmente, con la colocación de los bustos decorativos. Estas obras modificaron el conjunto de la puerta, y la confirieron su aspecto actual. Para la obra se utilizó la típica piedra caliza blanca burgalesa, procedente de las canteras de Hontoria de la Cantera. 
El arco estuvo ocupado por el consistorio burgalés hasta la construcción de la nueva casa consistorial (obra de Fernando González de Lara) en el siglo XVIII. En 1876 se planteó su restauración para convertirlo en la nueva sede del Museo de Bellas Artes y Antigüedades de Burgos, uso que ocupó desde 1879 hasta 1945, habiendo sido declarado en 1943 Monumento Histórico-Artístico.
En la actualidad está abierto al público en calidad de Centro Cultural Histórico Artístico, con espacios museísticos, así como otros destinados a exposiciones temporales.

## Exterior

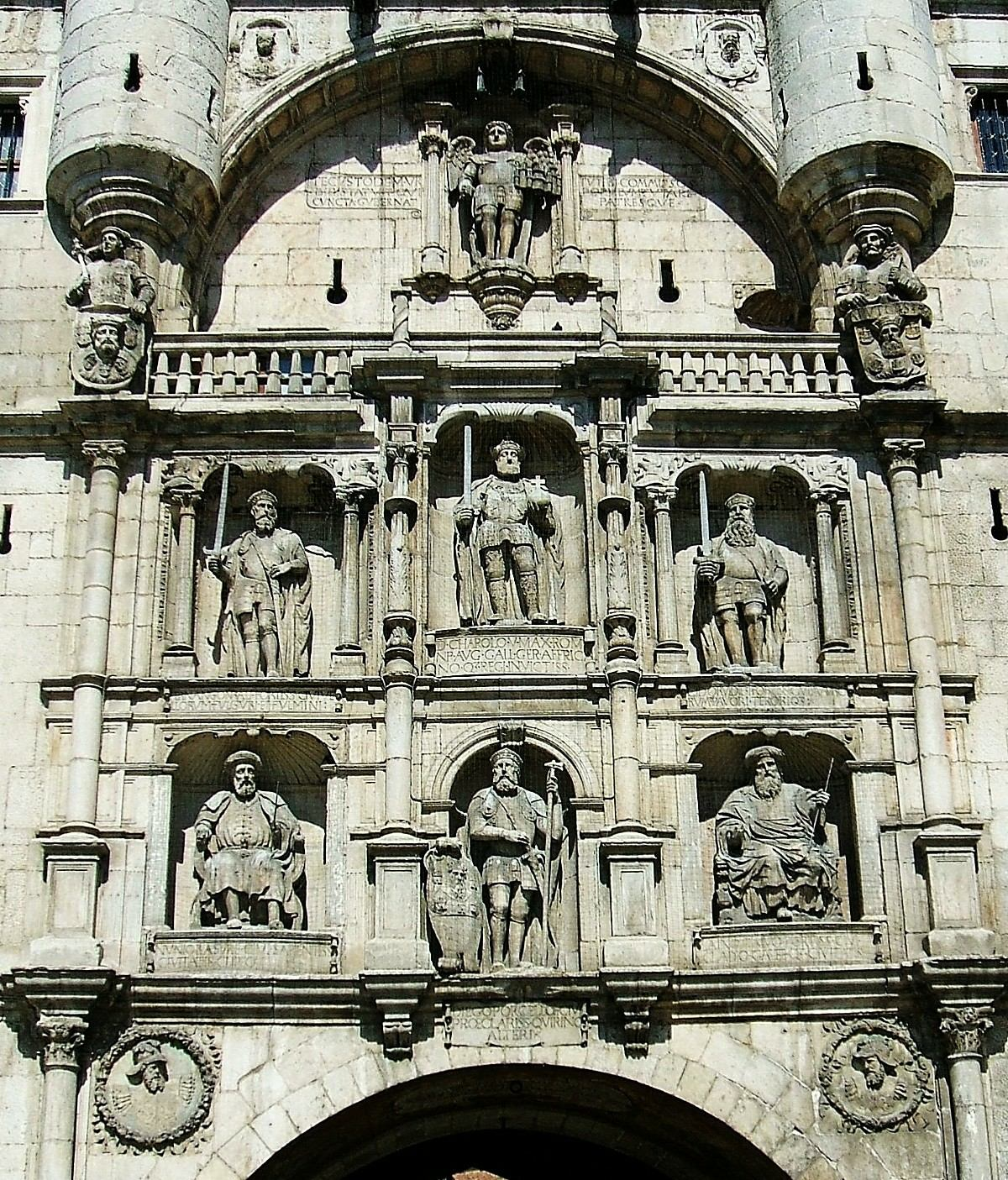
Detalle de la fachada.

La puerta fue concebida a manera de gran arco triunfal, con organización de retablo labrado o mamposteado en piedra y con un remate almenado a modo de castillete, lo que hace del conjunto un monumento arquitectónico singular. En las seis hornacinas principales, dispuestas en dos cuerpos y tres calles, se encuentran personajes importantes de la historia de la ciudad y de Castilla: los Jueces de Castilla, Nuño Rasura y Laín Calvo; los condes Diego Rodríguez Porcelos, fundador de la ciudad, y Fernán González, primer conde independiente de Castilla; el Cid; y el emperador Carlos V, a quien dedicó la ciudad el arco para congraciarse con él tras las revueltas comuneras.

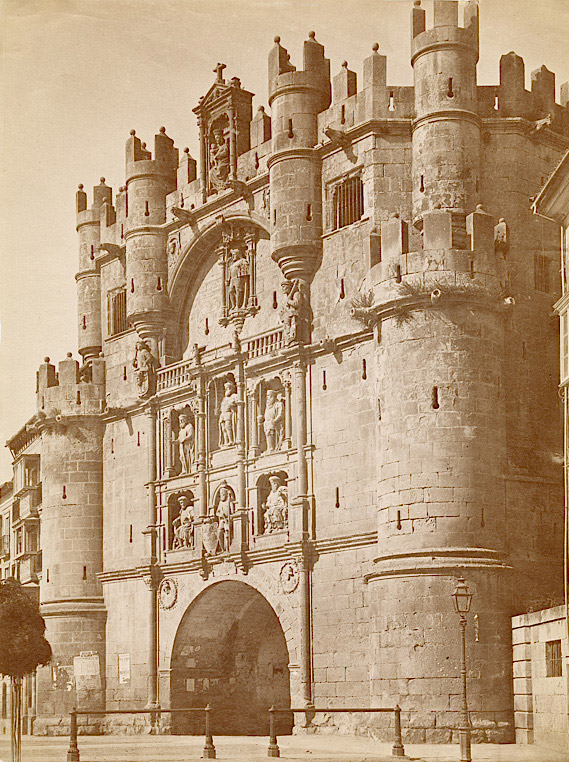
Arco de Santa María, Burgos par Juan Laurent, c. 1863, Department of Image Collections, National Gallery of Art Library, Washington D. C.

Sobre ellos, con bultos de menor tamaño, se sitúan dos maceros municipales en los extremos de una balconada abalaustrada y el ángel custodio de Burgos sosteniendo una reproducción de la ciudad. Por encima se encuentran cuatro gárgolas que sirven de desagües. Presidiendo todo se encuentra la Virgen María, patrona de Burgos como defensora de la ciudad.
El autor de las estatuas es el escultor Ochoa de Arteaga. El paramento está tachonado de aspilleras, lo flanquean dos torres cilíndricas y lo rematan cuatro escaraguaitas o garitas decorativas.
El arco está cubierto con una bóveda de crucería, accediéndose a esta bóveda por un arco de medio punto, en cuyo intradós hay restos de pinturas alegóricas del siglo XVII, en la fachada principal, y por otro trespuntado en la fachada posterior. La fachada posterior, sencilla, data del siglo XIV; en ella hay una galería de piedra bajo el tejado, sostenida por ménsulas de madera.

## Interior

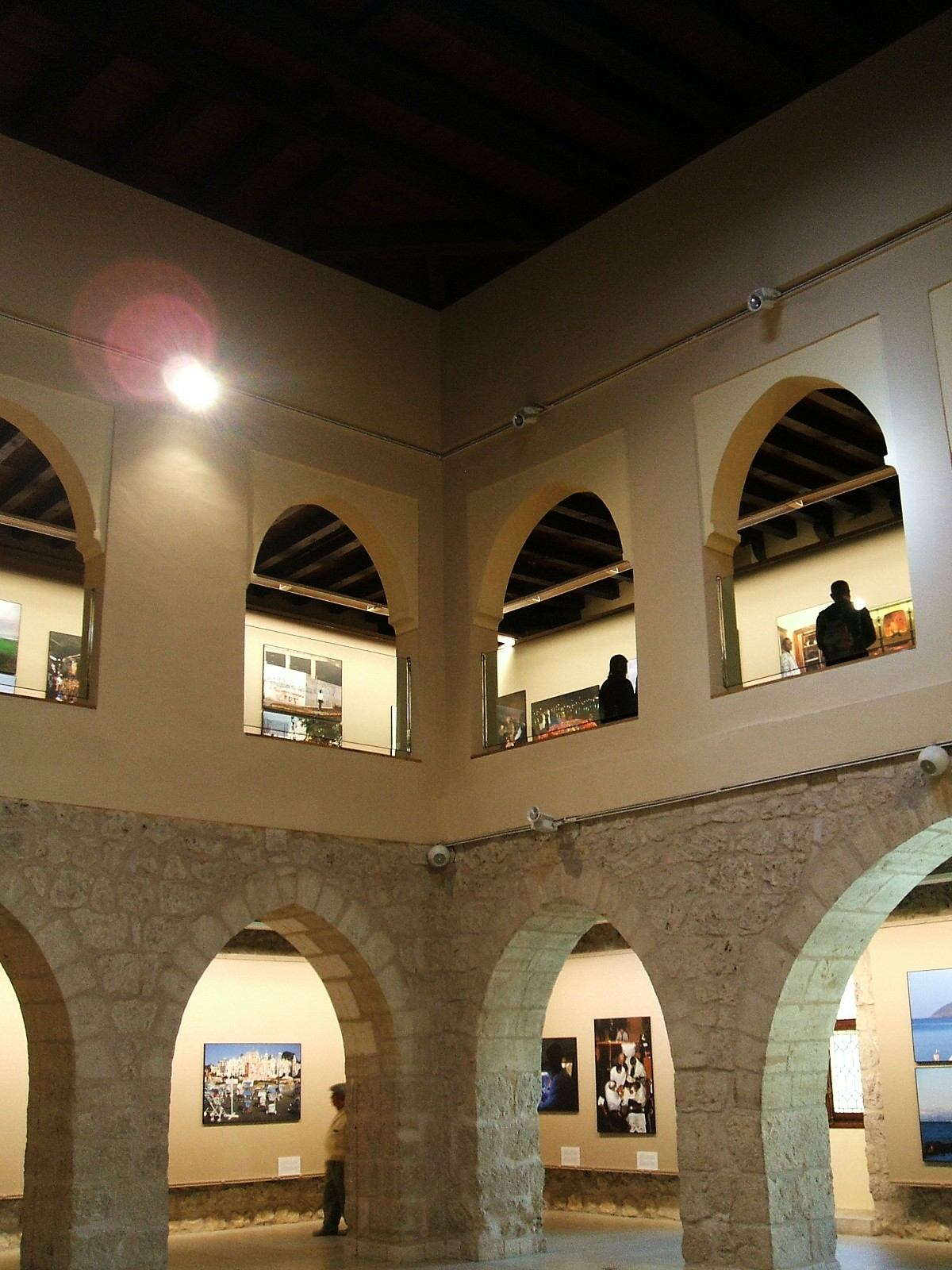
Sala principal.

En el interior del arco, unas escaleras de origen medieval dan acceso a la sala principal, reformada en la actualidad, aunque conserva un fragmento de yeserías mudéjares, procedente del castillo de Burgos; en esta sala destaca un gran mural del pintor burgalés José Vela Zanetti dedicado al conde Fernán González y a la independencia de Castilla. La sala, que ocupa dos plantas, está cerrada por una cristalera decorada con el escudo de la ciudad.
Desde esta se puede acceder a la sala de Poridad, salón octogonal en el que se reunía el concejo de Burgos hasta 1780. Esta sala tiene un bello artesonado mudéjar. En sus muros pueden admirarse pinturas del siglo XVI que representan al emperador Carlos V, a Felipe II y a los próceres castellanos, Fernán González, Rodrigo Díaz de Vivar, y los jueces Laín Calvo y Nuño Rasura, puestos como ejemplo de buen gobierno en el lugar donde se reunían los regidores del concejo burgalés.
Alberga objetos históricos que recuerdan la denominación que tiene Burgos de cabeza de Castilla: el cuadro El Cid y Doña Jimena del artista burgalés Marceliano Santa María; un hueso del Cid Campeador; la medida patrón de la vara castellana; la antigua puerta blindada de acceso al archivo del arco; el sillón en que se sentaban los jueces castellanos para administrar justicia; una reproducción de la espada Tizona del Cid, obra del orfebre maese Calvo, que es también autor de bellos escudos circulares dedicados al Cid y al conde Fernán González; puede verse un pendón de Castilla bordado en oro y otros objetos variados pertenecientes al concejo de la ciudad. Desde esta sala se puede acceder a una de las torres cilíndricas del exterior.
En la planta superior, accesible por una escalera de caracol, se ubica, en una pequeña habitación, el Museo de Farmacia. La colección de tarros de boticario procede del desaparecido Hospital de san Juan, cuya botica fue de las más importantes de España,[cita requerida] regida por farmacéuticos como Tomás de Paredes y fray Esteban de Villa.

## Galería de fotos

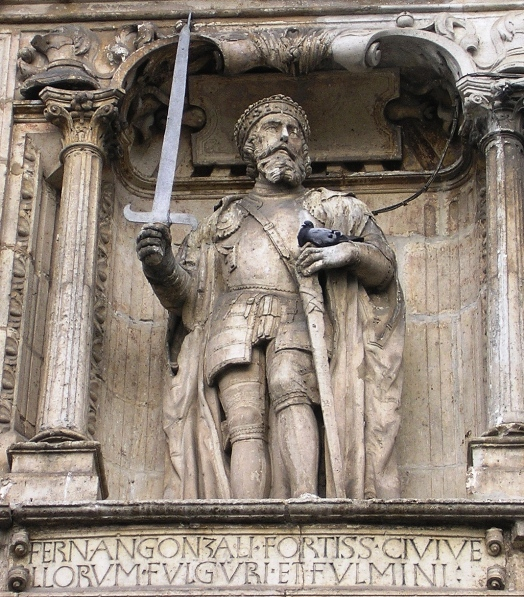
Detalle de la fachada, estatua de Fernán González.
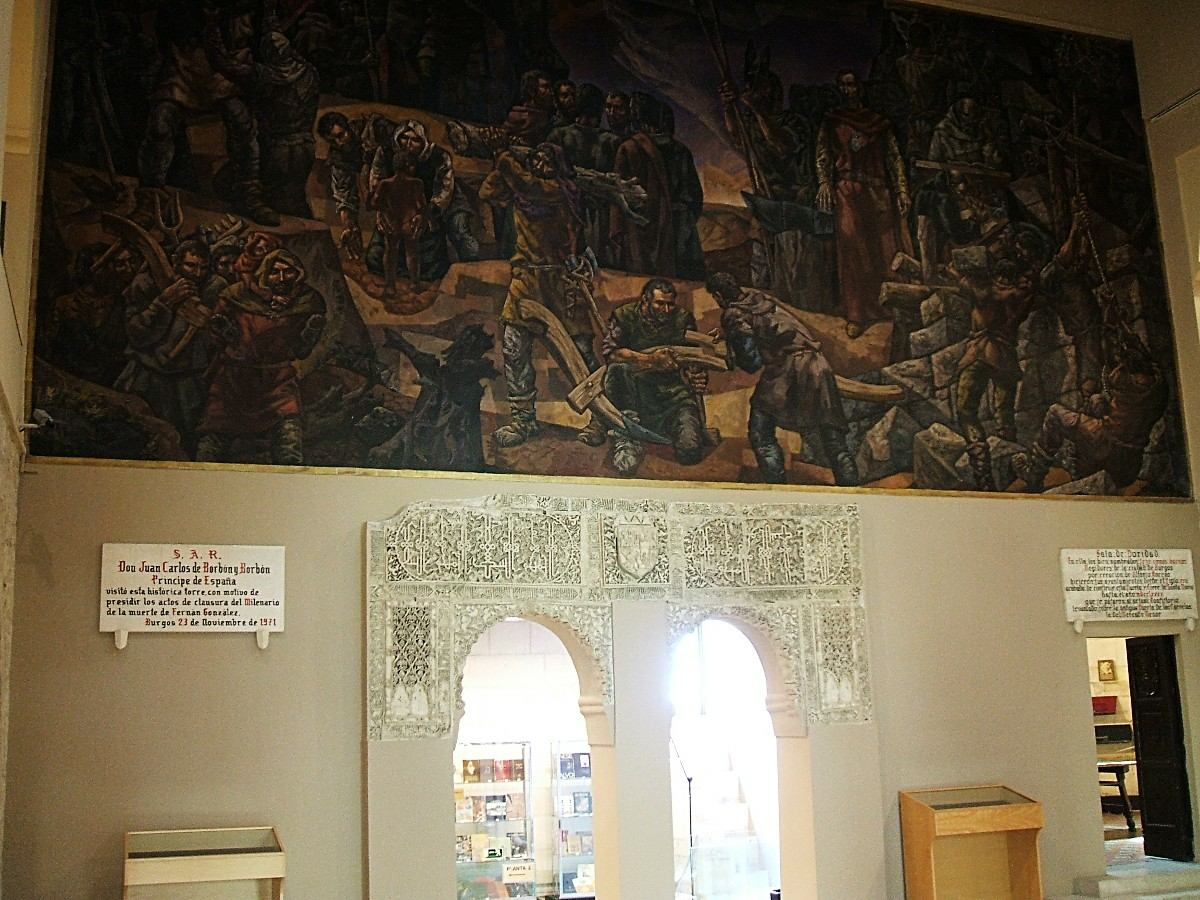
Yeserías y mural de Vela Zanetti.
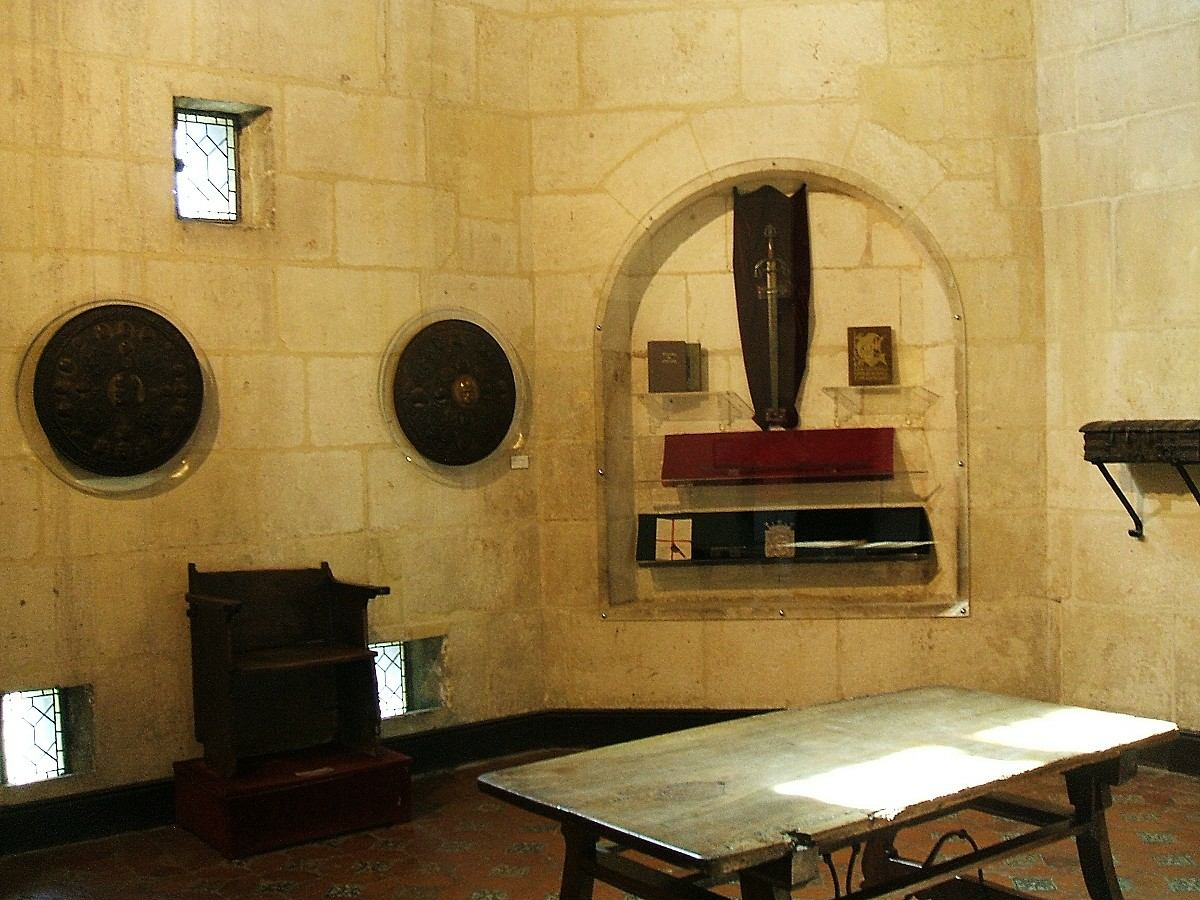
Sala de Poridad.
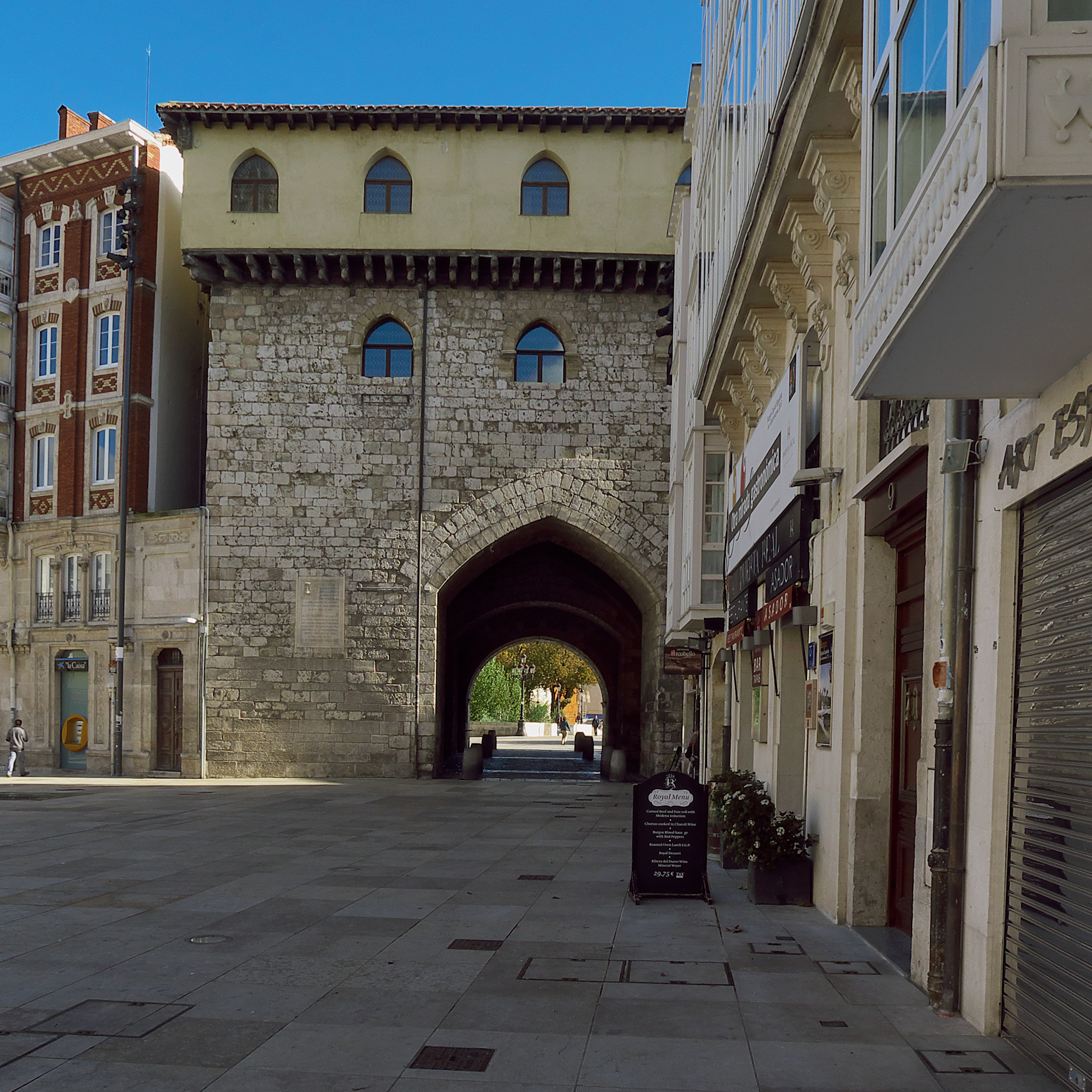
Fachada interior.
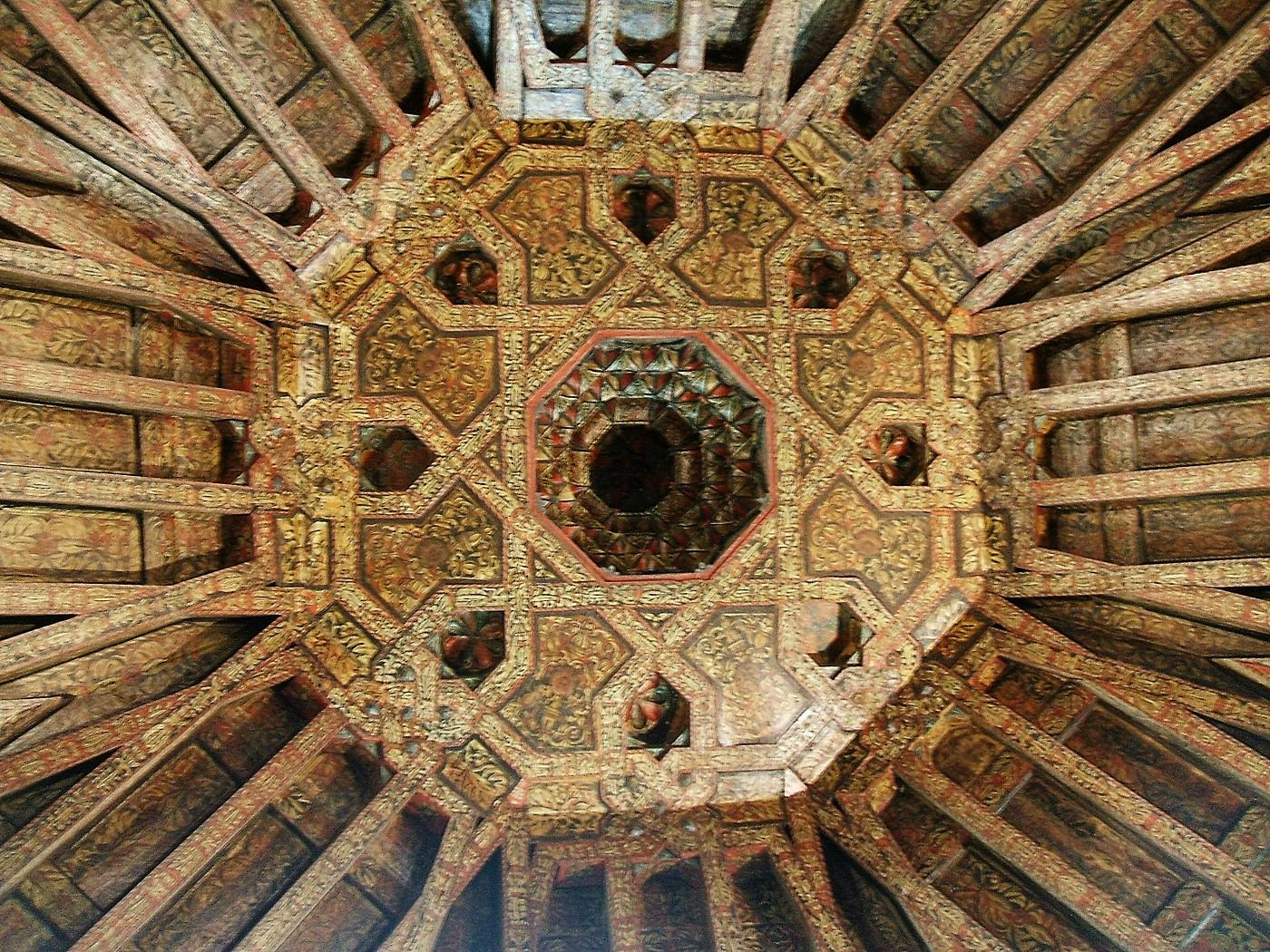
Sala de Poridad, artesonado mudéjar.
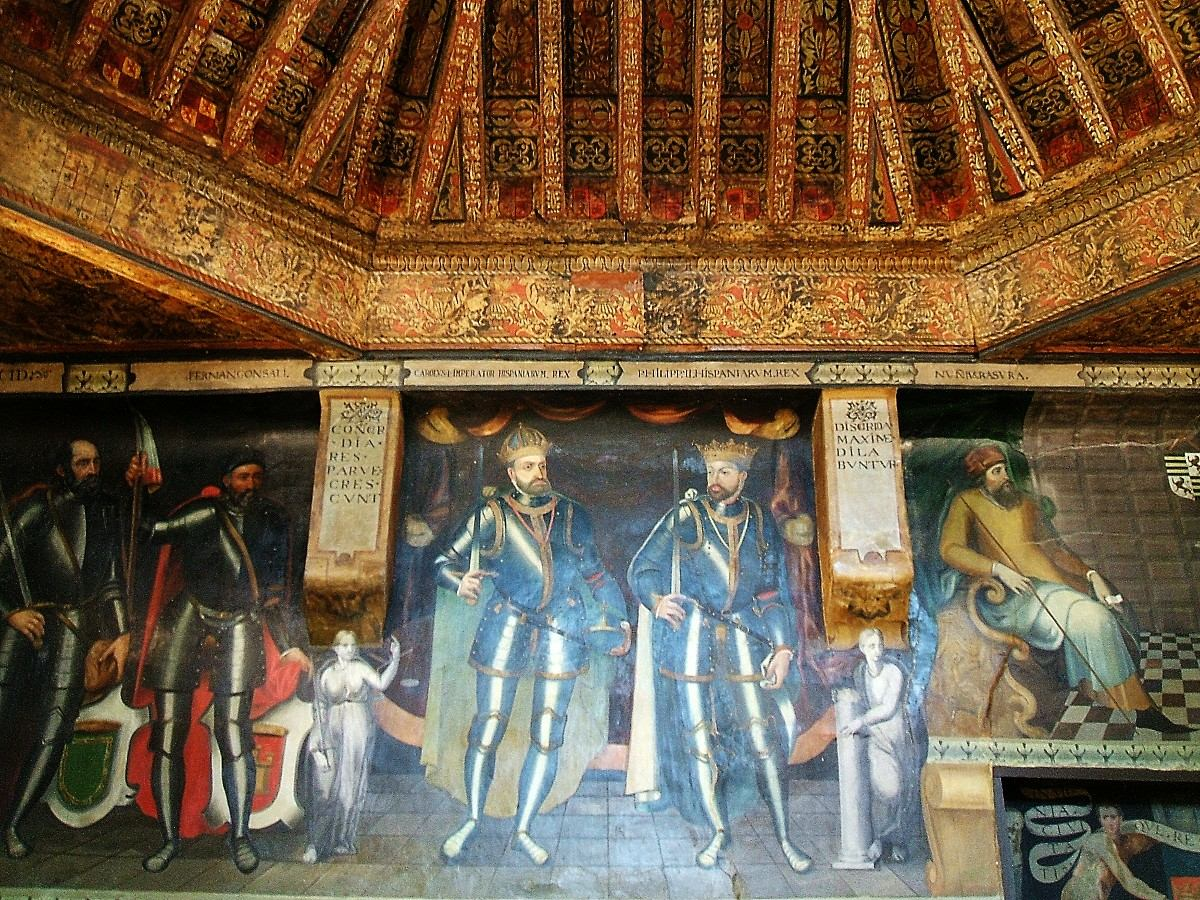
Sala de Poridad, pinturas y artesonado.
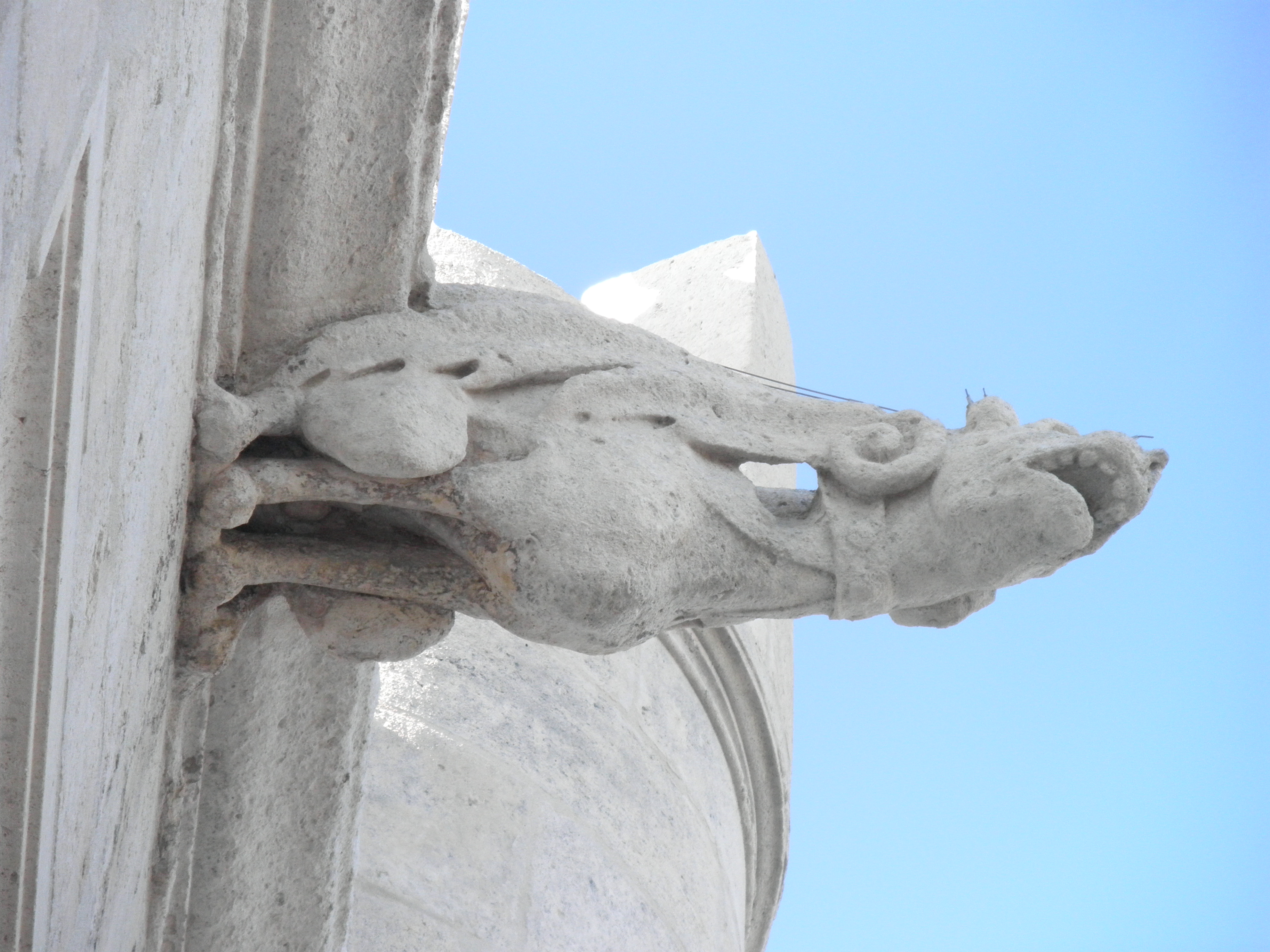
Detalle de una de las gárgolas de la fachada.
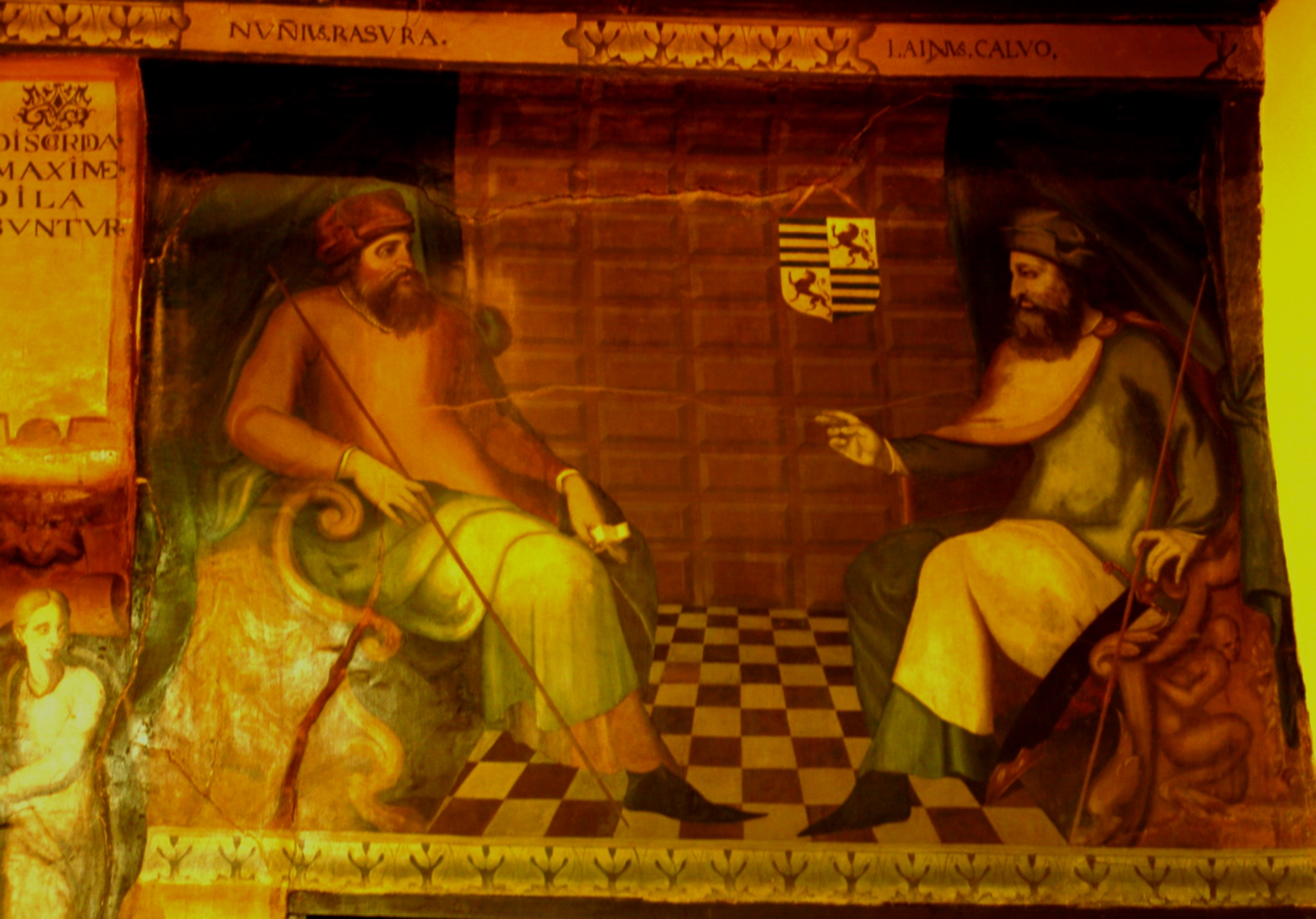
Representación de Laín Calvo y Nuño Rasura en la Sala de Poridad.